# Ton Korsten
Ton Korsten (Helden, 20 november 1946 – Helden, 24 juli 1979) was een Nederlands voetballer die tijdens zijn profloopbaan uitsluitend voor VVV uitkwam.

## Loopbaan
Korsten stroomde in 1965 vanuit het tweede elftal van VVV door naar het eerste elftal. Daar debuteerde hij op 7 november 1965 tijdens de bekerwedstrijd tegen Fortuna '54 (2-2). Later dat seizoen zou de aanvaller nog drie competitiewedstrijden in actie komen, maar in het daaropvolgende jaar kreeg hij onder de nieuwe trainer Jean Janssen geen speeltijd meer. Korsten keerde daarop terug naar VV Helden. Hij overleed in 1979 op 32-jarige leeftijd.

## Statistieken
| Seizoen         | Club            | Competitie      | Competitie | Competitie | Beker | Beker | Overige | Overige | Totaal | Totaal |
| Seizoen         | Club            | Competitie      | Wed.       | Dlp.       | Wed.  | Dlp.  | Wed.    | Dlp.    | Wed.   | Dlp.   |
| --------------- | --------------- | --------------- | ---------- | ---------- | ----- | ----- | ------- | ------- | ------ | ------ |
| 1965/66         | VVV             | Eerste divisie  | 3          | 0          | 1     | 0     | —       | —       | 4      | 0      |
| 1966/67         | FC VVV          | Tweede divisie  | 0          | 0          | —     | —     | —       | —       | 0      | 0      |
| Carrière totaal | Carrière totaal | Carrière totaal | 3          | 0          | 1     | 0     | 0       | 0       | 4      | 0      |